# نجيب باشا محفوظ
نجيب ميخائيل محفوظ (1882 – 1974) الشهير بنجيب باشا محفوظ هو أستاذ طب النساء والولادة بمدرسة الطب بالقصر العيني.

## حياته
ولد في المنصورة في الخامس من يناير عام 1882م لأسرة مسيحية قبطية. التحق بمدرسة قصر العيني الطبية في عام 1898م حيث تلقى تعليمه وتدريبه على أيدي الأساتذة الأوروبيون، وفي شهر يونيو من عام 1902م (وهو وقت التخرج المنتظر لنجيب محفوظ من قصر العيني) كانت مصر على موعد مع وباء الكوليرا القاتل وهو ما أجّل موعد تخرج نجيب محفوظ والذي كان على موعد هو الآخر مع أولى بطولاته الطبية!
تم تجنيد طلبة الطب المصريين للمساهمة في مكافحة الوباء وكان الدور الموكل لنجيب محفوظ هو الكشف عن الحالات الواردة إلى القاهرة من خلال محطة السكة الحديد الرئيسية، ولكن نجيب محفوظ طلب نقل خدمته إلى أشد مناطق الوباء وهي قرية (موشا) الواقعة بجوار أسيوط، وتمت الموافقة على طلبه ليسافر محفوظ إلى موشا وينجح فيما فشل فيه أساطين الصحة العامة الإنجليز بعد أن قام بتعقب حالات الكوليرا واكتشاف المصدر الرئيسي وهو بئر ملوث داخل منزل أحد الفلاحين.

## مشواره المهني
تخرج نجيب محفوظ من مدرسة قصر العيني الطبية في العام 1902 م لينهي فترة تكليفه في أحد مستشفيات السويس في العام 1904 م ويتم تعيينه كطبيب تخدير في قصر العيني لكن نجيب محفوظ يقوم بتدشين عيادة خارجية لأمراض النساء والولادة، وسرعان ما تحقق العيادة نجاحاً مذهلاً فيتم إضافة عنبرين كاملين إليها ويشرف نجيب محفوظ على إجراء الولادات المتعسرة في العيادة وفي منازل المواطنين. يصل عدد حالات الولادة المتعسرة التي أجراها في منازل المواطنين إلى ما يفوق الألفي حالة، والجدير بالذكر أن نجيب محفوظ خلال فترة الدراسة بالكلية لم يحضر سوى عملية ولادة واحدة انتهت بوفاة الأم والجنين معاً، والجدير أيضاً بالذكر هو أن أحد الولادات المتعسرة التي أجراها نجيب محفوظ في العام 1911 م أسفرت عن ولادة طفل حمل نفس اسم الطبيب وهو أديبنا العالمي الراحل نجيب محفوظ.
ويستمر مشوار النجاح لنجيب محفوظ الذي ترقى لدرجة أستاذ أمراض النساء والولادة في العام 1929م وظل يشغل هذا المنصب حتى بلوغه سن التقاعد عام 1942 م ويتم مد خدمته لخمس سنوات إضافية بناءً على طلب زملائه وتلاميذه بالقسم. وخلال مشواره يحقق نجيب محفوظ شهرة عالمية في جراحات إصلاح الناسور المهبلي بأنواعه المختلفة ليتم عرض عملياته في مستشفيات لندن وأكسفورد وإدنبرة وجنوا ولوزان ويفد إلى قصر العيني جراحو أوروبا لمشاهدة هذا النوع من العمليات.

## تراثه العلمي
يقوم نجيب باشا محفوظ بتأسيس وحدة صحة الأم لأول مرة في مصر وكذلك وحدة رعاية الحوامل ووحدة صحة الطفل، ويقوم بتأسيس مدرسة متكاملة للقابلات وإصدار كتابين ظلا مرجعاً أساسياً للقابلات واللائي قد تخرج منهن ما يفوق الألف في خلال فترة 30 سنة قام فيها نجيب محفوظ بالتدريس لهن وإعدادهن لإجراء الولادات في المنازل.
لا ينسى نجيب محفوظ طلاب العلم فيقوم في العام 1930م بتأسيس متحف نجيب محفوظ لعينات النساء والولادة والذي حوى أكثر من 3000 عينة قيمة تم جمعها من عمليات محفوظ ويقوم بإصدار أطلس ومجموعة من الكتب على مستوى عالمي وبعدة لغات.

## جائزة دكتور نجيب محفوظ
في سنة 1950 تألفت هيئة تضم أساطين العلم وأكابر الأطباء برئاسة دكتور إبراهيم شوقي مدير جامعة القاهرة يومئذ ووزير الصحة من بعد، لإنشاء جائزة مالية يطلق عليها «جائزة دكتور نجيب محفوظ العلمية» تخصص لتشجيع البحوث في علوم أمراض النساء والولادة. وتُمنح لمن يقدم أحسن بحث. وفي 14 يونيو 1950 أقُيم حفل بفندق سميراميس بالقاهرة أعُلن فيه تقرير إنشاء الجائزة.

## مؤلفاته وبحوثه العلمية
نشر حوالي 33 بحثا باللغتين الإنجليزية والفرنسية في خلال الفترة 1908 إلى 1940.
له العديد من المؤلفات باللغة العربية:
- مبادئ أمراض النساء.
- أمراض النساء العملية.
- فن الولادة.
- الثقافة الطبية.
- الطب النسوي عند العرب.

وباللغة الإنجليزية له:
- تاريخ التعليم الطبي في مصر.
- الموسوعة العلمية في أمراض النساء والولادة (وهو يقع في ثلاث مجلدات عدد صفحاتها 1350 صفحة).

### سيرته الذاتية
في عام 1966 صدر له كتاب «حياة طبيب» باللغة العربية (الطبعة الثانية) ونشرته الهيئة العامة للكتاب في عام 2013 في مشروع مكتبة الأسرة وأصدرته باللغة الإنجليزية شركة لفنجستون للطباعة والنشر بإنجلترا وكتب الدكتور طه حسين عميد الأدب العربي تقديما له قال فيه: هذا كتاب ممتع إلى أقصى غايات الإمتاع.

## تكريمه

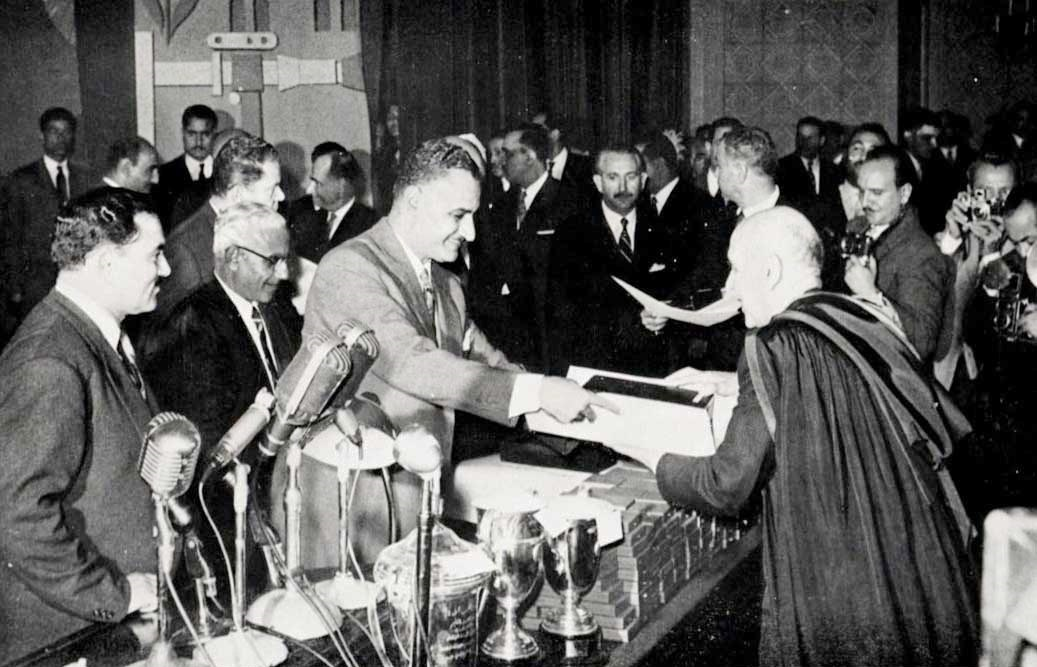
نجيب باشا محفوظ

تم تكريمه في العديد من المحافل ونذكر في هذا المجال ما يلي:
- 1919: حصل على وسام النيل.
- 1935: تم اختياره عضواً شرفياً في الكلية الملكية لأطباء النساء والولادة بإنجلترا ليكون واحداً من خمسة حظوا بهذا الشرف على مستوى العالم.
- 1937 : اختير عضواً شرفياً في الكلية الملكية للأطباء بإنجلترا وفي الأكاديمية الطبية بنيويورك كما حصل على لقب (باشا) من مصر.
- 1943: تم اختياره عضواً شرفياً بالكلية الملكية للجراحين بإنجلترا ونظراً لظروف الحرب العالمية الثانية تم تحويل اللقب إلى نجيب باشا في مصر لعدم توفر المواصلات إلى لندن، والجدير بالذكر أن نفس الشرف تم منحه في نفس الوقت للسير ونستون تشرشل رئيس وزراء بريطانيا والشخصية الصينية البارزة شيانج كاي شك.
- 1947 : تم اختياره عضواً شرفياً في الجمعية الملكية الطبية بإنجلترا والتي قامت أيضاً بمنح ميداليتها الذهبية لمكتشف البنسلين السير ألكسندر فلمنج وفي نفس العام حصل محفوظ على العضوية الشرفية للجمعية الملكية لأطباء النساء والتوليد بإدنبره.
- 1951 : جائزة الملك فاروق للعلوم الطبية.
- 1956 : قامت الكلية الملكية لأطباء النساء والولادة بإنجلترا بدعوة محفوظ لإلقاء محاضرة (فلتشر شاو) التذكارية وهو شرف لم يمنح إلا لأعضاء الكلية الذين قدموا إسهامات بحثية نوعية في مجال طب النساء والولادة ونظراً للإقبال الهائل مع السعة المحدودة للقاعة تم نقل المحاضرة إلى الجمعية الملكية الطبية في لندن.
- 1960 : قام الرئيس جمال عبد الناصر بإهداء محفوظ وسام الاستحقاق من الدرجة الأولى بالإضافة إلى جائزة الدولة التقديرية في العلوم وتم أيضاً تكريم محفوظ في عهد الرئيس أنور السادات.

## عائلته
وقد رزق الله محفوظ أربعة بنات وولد واحد أنجبتهم زوجته السيدة فايقة عزمي التي تزوجها في عام 1911م.

## وفاته
توفي نجيب باشا في 25 يوليو عام 1974م عن عمر يناهز الإثنين وتسعين عاماً.

## تراثه
- سُمّي باسمه أحد الأطفال الذين شارك في ولادته بعد ولادة عسيرة وهو الذي أصبح فيما بعد أديب نوبل نجيب محفوظ.
- أنشئت جامعة القاهرة جائزة لأفضل بحث في طب النساء والتوليد وأطلق عليها اسمه.
- متحف النساء والتوليد بكلية طب القصر العيني أطلق عليه اسمه.
- أطلق اسمه على عمليتين من عمليات علاج النواسير في النساء.
- حمل أطلس أمراض النساء والولادة العالمي (ست لغات: عربي وفرنسي وإنجليزي وألماني وإيطالي وروسي) اسم أطلس محفوظ لأمراض النساء والولادة.

## المصدر
- موقع الرازي الطبي (قسم أعلام الطب)

1. د. نجيب محفوظ – حياة طبيب – دار المعارف بمصر - 1966.
2. د. نجيب محفوظ – حياة طبيب – الهيئة المصرية العامة للكتاب - مصر - 2013.
3. المهندس يوسف سميكة الدكتور نجيب محفوظ تكريم وتقدير – دار المعارف بمصر 1966.
4. لمعي المطيعي: هؤلاء الرجال من الأقباط – مكتبة الأنجلو المصرية – 1989.
5. المهندس جرجس حلمي عازر: الدكتور نجيب محفوظ – مجلة الكرازة – 1

## وصلات خارجية
- Coptic Medical Society U K
- The Naguib Mahfouz Museum of Obstetrics and Gynaecology